# PSX Extreme
PSX Extreme est un magazine mensuel polonais sur les jeux vidéo, publié depuis 1997 par la maison d'édition Grupa 69 à Katowice, depuis juin 2011 par Advertigo S.A., et depuis juillet 2019 par Idea Ahead, basé à Varsovie.
Le magazine publie, entre autres, des annonces et des critiques des derniers jeux et consoles, des rapports de foires commerciales, des événements de l'industrie, des chroniques, des tests de matériel et des documents journalistiques.

## Histoire
En 1997, sort le premier numéro de PSX Extreme. La fondation du magazine a lieu dans la ville de Karwia. Ses créateurs sont Sebastian Kajdan et Wojciech Oczko. 
Depuis sa création, le magazine reçoit plus d'une douzaine de critiques, de journalistes et de chroniqueurs. Entre-temps, le trimestriel Poradnik Extreme est créé par Grupa 69.